# Dolichopodini
Dolichopodinae
Sous-famille
Tribu
Les Dolichopodini sont une tribu d'insectes diptères de la famille des Dolichopodidae et de la sous-famille des Dolichopodinae.

## Classification
La tribu des Dolichopodini et la sous-famille des Dolichopodinae sont attribuées à Pierre-André Latreille en 1809.

### Genre type
Le genre type de la sous-famille des Dolichopodinae est Dolichopus.

### Confirmation dans la famille
La sous-famille des Dolichopodinae est confirmée dans la famille des Dolichopodidae par M. A. A. Pollet et al. en 2004.

## Liste des genres
- Allohercostomus Yang, Saigusa & Masunaga, 2001[3]
- Katangaia Parent, 1933[4] (Dolichopodinae or incertae sedis)
- †Prohercostomus Grichanov, 1997
- Pseudohercostomus Stackelberg, 1931[5] (Dolichopodinae or incertae sedis)
- Tribu Dolichopodini Latreille, 1809
  - Afrohercostomus Grichanov, 2010
  - Ahercostomus Yang & Saigusa, 2001[6]
  - Ahypophyllus Zhang & Yang, 2005[7]
  - Anasyntormon Dyte, 1975[8]
  - Dolichopus Latreille, 1796
  - Ethiromyia Brooks in Brooks & Wheeler, 2005[9]
  - Gymnopternus Loew, 1857[10]
  - Hercostomus Loew, 1857[10]
  - Lichtwardtia Enderlein, 1912[11] (possible synonym of Dolichopus?)
  - Neohercostomus Grichanov, 2011[12]
    - Neohercostomus Grichanov, 2011[12]
    - Subhercostomus Grichanov, 2011[12]

  - Ortochile Latreille, 1809
  - Parahercostomus Yang, Saigusa & Masunaga, 2001[6]
  - Poecilobothrus Mik, 1878[13]
  - Setihercostomus Zhang & Yang, 2005[7]
  - Srilankamyia Naglis, Grootaert & Wei, 2011[14]
  - Sybistroma Meigen, 1824
- Tribu Tachytrechini Negrobov, 1986[15]
  - Afroparaclius Grichanov, 2006[16],[17]
  - Afropelastoneurus Grichanov, 2006[16],[17]
  - Apelastoneurus Grichanov, 2006[16]
  - Aphalacrosoma Zhang & Yang, 2005[7]
  - Argyrochlamys Lamb, 1922[18]
  - Cheiromyia Dyte, 1980[19]
  - Metaparaclius Becker, 1922[20]
  - Muscidideicus Becker, 1917[21]
  - Paraclius Loew, 1864[22]
  - Pelastoneurus Loew, 1861
  - Phoomyia Naglis & Grootaert, 2013[23]
  - Platyopsis Parent, 1929[24]
  - Pseudargyrochlamys Grichanov, 2006[16]
  - Pseudoparaclius Grichanov, 2006[16]
  - Pseudopelastoneurus Grichanov, 2006[16]
  - Stenopygium Becker, 1922[25]
  - Tachytrechus Haliday in Walker, 1851

### Publication originale
- [1809] (la) Pierre-André Latreille, Genera crustaceorum et insectorum, secundum ordinem naturalem et familias disposita, vol. tome 4 (4 volumes), 1809, 1-399 p. (lire en ligne)